# Varivode
Varivode falu Horvátországban Šibenik-Knin megyében. Közigazgatásilag Kistanjéhez tartozik.

## Fekvése
Knintől légvonalban 27, közúton 36 km-re, községközpontjától 9 km-re délnyugatra Dalmácia északi-középső részén, Bukovica területén fekszik.

## Története
A szerbek betelepülése a 16. század elején kezdődött. Knin környékére már 1511-ben nagy számú szerb lakosság érkezett, majd főként Bosznia és Hercegovina területéről 1523 és 1527 között Dalmácia területére is sok szerb települt. A környékbeli településekkel együtt 1527-ben elfoglalta a török, melynek uralma alól a 17. század végén szabadult fel. 1805-ben egész  Dalmáciával együtt a Francia Császárság része lett. 1815-ben a bécsi kongresszus újra Ausztriának adta, amely a Dalmát Királyság részeként Zárából igazgatta 1918-ig. A településnek 1857-ben 384, 1910-ben 646 lakosa volt. Az első világháború után előbb a Szerb-Horvát-Szlovén Királyság, majd Jugoszlávia része lett. 1991-ben csaknem teljes lakossága szerb nemzetiségű volt. Szerb lakói még ez évben csatlakoztak a Krajinai Szerb Köztársasághoz. A horvát hadsereg 1995 augusztusában a Vihar hadművelet során foglalta vissza a települést. Szerb lakói nagyrészt elmenekültek. Szeptember 28-án a horvát katonai és rendőri erők egyenruháját viselő fegyveresek kilenc itt maradt idős szerb embert gyilkoltak meg. Ez az esemény később "varivodei mészárlás" néven vonult be a történelembe. 
 A településnek 2011-ben 124 lakosa volt, akik földműveléssel, állattartással foglalkoztak.

## Lakosság
| Lakosság változása | Lakosság változása | Lakosság változása | Lakosság változása | Lakosság változása | Lakosság változása | Lakosság változása | Lakosság változása | Lakosság változása | Lakosság változása | Lakosság változása | Lakosság változása | Lakosság változása | Lakosság változása | Lakosság változása | Lakosság változása |
| ------------------ | ------------------ | ------------------ | ------------------ | ------------------ | ------------------ | ------------------ | ------------------ | ------------------ | ------------------ | ------------------ | ------------------ | ------------------ | ------------------ | ------------------ | ------------------ |
| 1857               | 1869               | 1880               | 1890               | 1900               | 1910               | 1921               | 1931               | 1948               | 1953               | 1961               | 1971               | 1981               | 1991               | 2001               | 2011               |
| 384                | 0                  | 442                | 497                | 620                | 646                | 650                | 729                | 720                | 755                | 751                | 655                | 546                | 477                | 93                 | 124                |

## Nevezetességei
2010-ben avatták fel az 1995. szeptember 28-án itt meggyilkolt szerb polgári áldozatok emlékművét. Az egyszerű fa keresztet 2010 áprilisában egy horvát háborús veterán ledöntötte. A kőből épített új emlékművet május 10-én Ivo Josipović horvát elnök jelenlétében avatták fel. 